# Galope

Secuencia animada de un caballo de carreras al galope. Las fotografías fueron tomadas por Eadweard Muybridge (1830-1904).

En equitación, se llama galope (del antiguo alto alemán ga-laupan, correr) a la marcha del caballo, que consiste en una serie de saltos sobre los cuartos traseros, saltos en los que siempre queda terreno a su frente y que se realizan moviendo los brazos al compás. Únicamente cuando va con celeridad es más violento el aire del animal.
Este aire,  que es más veloz que el trote, recibe diferentes nombres:
- el normal u ordinario se llama unido a la derecha o a la izquierda, según que adelante más los remos de un costado que los del otro. A galope normal se debe recorrer 1 kilómetro en 3 minutos y 30 segundos, y en 2 y medio al galope largo.
- largo:
- galope desunido: cuando galopando unido con el cuarto delantero a la derecha, galopa a la izquierda con el cuarto trasero o viceversa;
- galope paloteado: cuando en vez de los tres tiempos del galope normal marca cuatro;
- galope gallardo: es el interrumpido por saltos hacia delante;
- trocado: en ese lleva los remos adelantados próximos a la valla al trabajar en el picadero.

Según su velocidad, se llaman corto o de picadero, suelto, largo y violento, a toda rienda o a rienda suelta.
- galope falso: aquel en el que el caballo, galopando sobre la derecha, adelanta más la mano izquierda, y viceversa;
- galope maniobrero: el regular que usa la caballería para las maniobras a este aire;
- galope sostenido o medio galope: marcha del caballo a galope, pero acompasadamente y sin gran celeridad; no es aire natural, sino de escuela;
- galope tendido: marcha del caballo en que el animal va a todo correr;
- galope unido: aquel en el que el caballo adelanta con igualdad la mano y pie del lado sobre el que trabaja.

El galope en la caballería es un aire empleado para la ejecución de algunas evoluciones y como preliminar del aire de carga.

## Descripción zootécnica

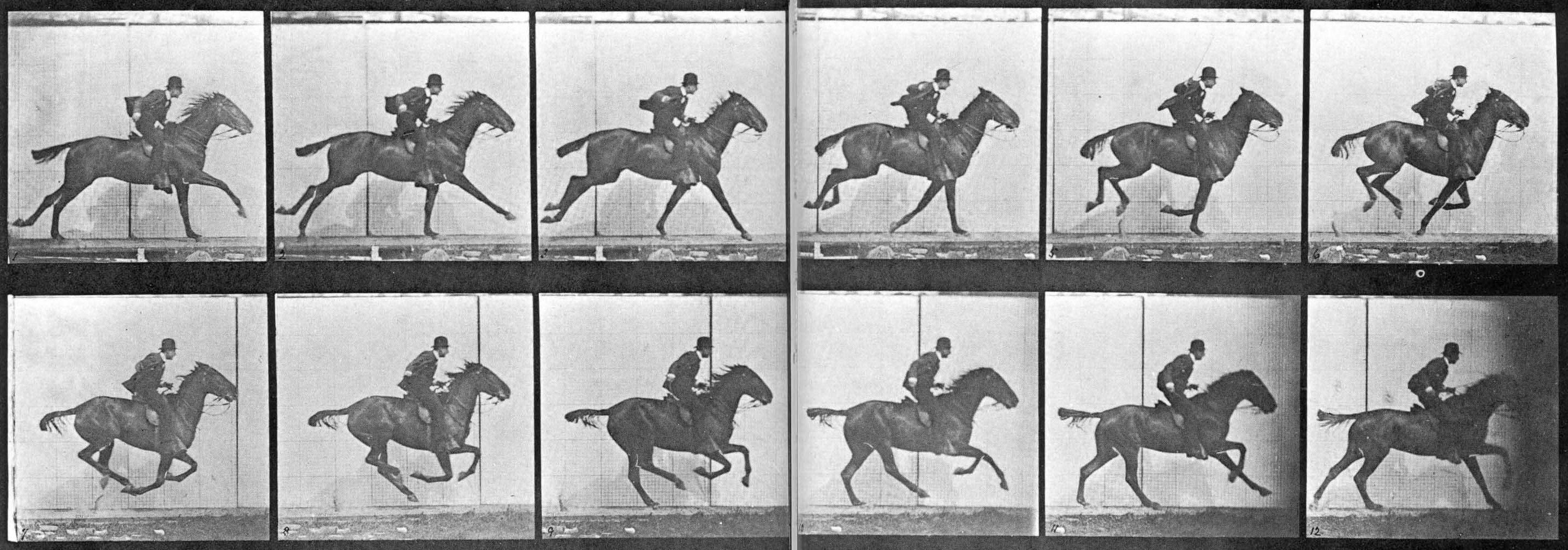
Caballo al galope fotografiado por Eadweard Muybridge

Según la descripción zootécnica, en el galope uno de los bípedos diagonales funciona siempre sinérgicamente, mientras que los dos miembros que componen el otro se levantan y apoyan sucesivamente.
El orden en que tienen lugar estos movimientos no es siempre el mismo; depende de cuál sea el miembro anterior que se levante primero, lo que obedece a la situación inicial del centro de gravedad.
El caballo puede galopar a la derecha o a la izquierda, según cual sea el miembro anterior derecho o el miembro anterior izquierdo el que más se eleve.

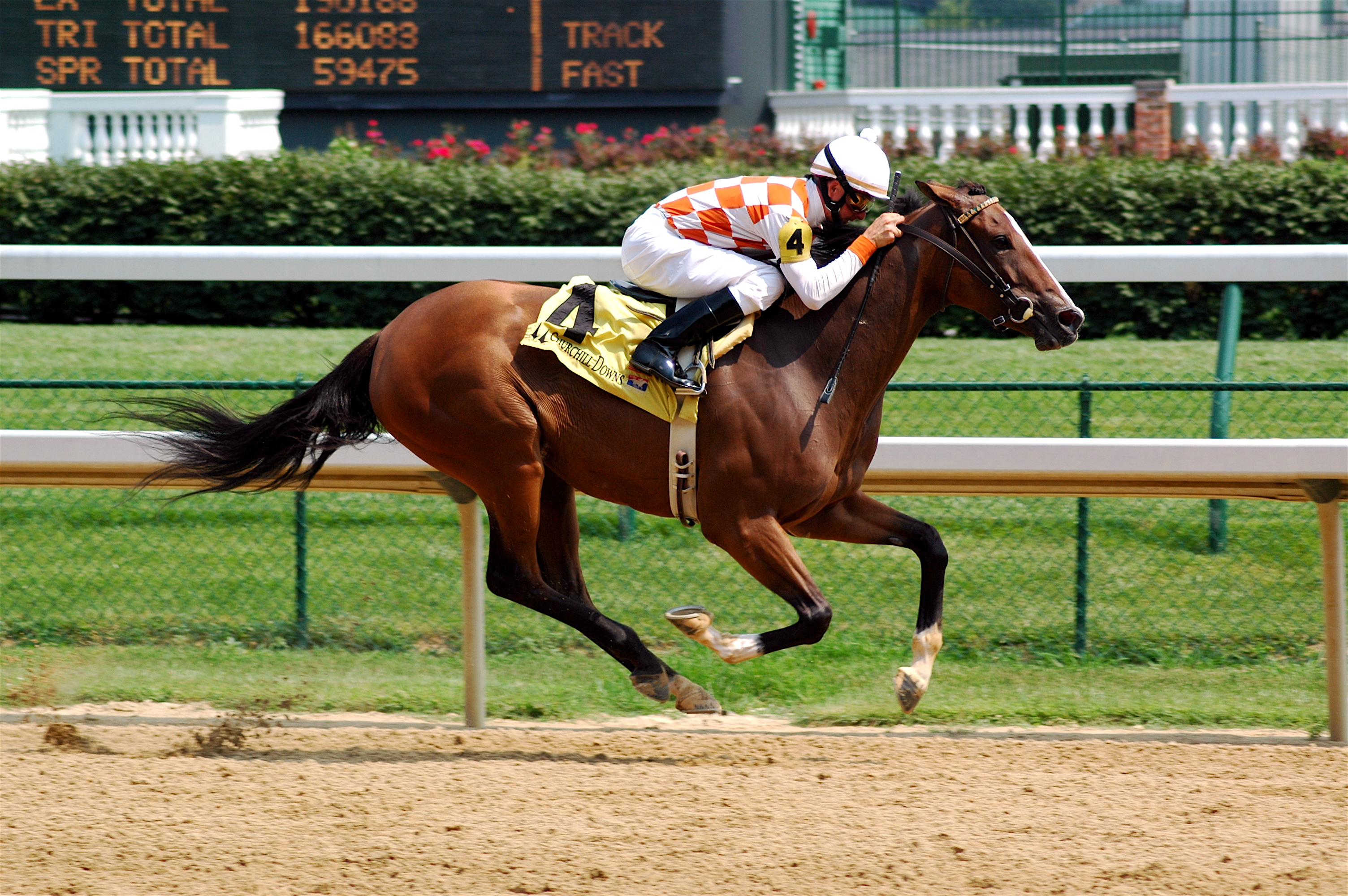
Caballo a la carrera en una pista hípica

## Clases de galope
Hay dos clases principales de galope: galope normal u ordinario o de tres tiempos, y galope de picadero o de cuatro tiempos. El primero se caracteriza por que el caballo, cuando galopa, hace percibir en cada tiempo de ritmo de su marcha de tres golpes, de desigual intensidad de sonido, pero que se suceden con intervalos iguales. Entre las series de tres golpes existe un silencio menos corto que los otros. En el galope de picadero el bípedo diagonal no presenta apoyos simultáneos y se oyen cuatro golpes en lugar de tres.
La velocidad del galope depende de la potencia de los miembros, de la amplitud de extensión de las extremidades anteriores y de la rapidez de sucesión de los golpes. La velocidad es de 7 metros por segundo, pudiendo doblarse y casi triplicarse en algunos caballos de carreras.